# Esteban Valentino
Esteban Valentino (Castelar, 11 de diciembre de 1956) es un escritor y maestro argentino, especializado en literatura infantil. Es licenciado y profesor universitario en Letras. En 1983 obtuvo el Premio Nacional de Poesía Joven y en 1988 el Premio Alfonsina Storni de Poesía. En 1995 le fue otorgado el Premio Amnesty International. Caperucita Roja II fue considerado por la Asociación Argentina de Literatura Infantil y Juvenil (ALIJA) entre los tres mejores libros del año en 1996. En 1998 volvió a obtener el mismo premio por su libro A veces la Sombra y en el 2001 por Un desierto lleno de gente. La Fundación El Libro consideró a Todos los soles mienten entre los tres mejores libros del bienio 1999-2000. Sus obras se han publicado en España, México, y en Puerto Rico además de Argentina. Su literatura se centra en lo que nos pasa como sociedad humana, en las miserias y grandezas que han construido los hombres desde siempre y en particular las sociedades contemporáneas. La dictadura militar argentina, los focos de marginalidad que la pobreza y la exclusión han generado, la violencia familiar, la situación de aquellos que aparecen como distintos ante los ojos de la pretendida normalidad, la solidaridad, la tristeza, las puertas del amor. Todo eso se juega en sus libros.[cita requerida]

## Biografía
Su llegada a la literatura infantil fue el casamiento con Azul, se produjo a través de la poesía. A pedido de su amiga Silvia Schujer (reconocida autora de libros para chicos y jóvenes) escribió un poema para niños cuyo tema era "La bandera". Conforme con el resultado, Schujer le pidió luego un cuento sobre "el transporte". Como relata Valentino:

Entonces escribí "Si yo hiciera mi bandera", que tuvo un éxito considerable. Y después me llamó otra vez Silvia y me dijo "quiero que me escribas ahora un cuento". Era sobre medios de transporte. Eso es más interesante. Escribí un cuento sobre un chico lisiado que lleva a un amiguito suyo a la escuela y le pone un cartel que dice: "esta unidad dispone de un lugar para una persona no discapacitada". Entonces el nene en su silla de ruedas con motorcito lo lleva a su compañero a la escuela. Y ése tuvo mucho éxito. Incluso lo publicó el Ministerio, salió en todos lados. A raíz de esos dos hechos me llamó la editorial Kapelusz y me pidió una novela. Ése era otro de mis sueños, que una editorial me llamara para pedirme un libro.

## Premios
- Premio Nacional de Poesía joven (1983)
- Premio Alfonsina Storni (1988)
- Premio Amnesty International Te cuento tus derechos por el cuento "Pobre chico" (1995)
- Su libro Caperucita Roja II fue considerado entre "los mejores del año" por ALIJA (1996) al igual que A veces la Sombra en 1998 y Un desierto lleno de gente en 2001.

## Obra
Algunos de sus libros fueron publicados también en Puerto Rico, México y España.
- 1977 El Cantar del Mio Cid (versión en español actual)
- 1980 El Principito, de Antoine de Saint-Exupery (versión al español)
- 1984 Septiembre literario (en conjunto, obra para adultos)
- 1987 Cuento: "Una historia sin colectivos grandotes", incluido en el libro Mensajero 3
- 1987 Poema: "Si yo hiciera mi bandera", incluido en el libro Mensajero 4
- 1990 El hombre que creía en la luna (novela)
- 1990 Las lágrimas nacen en Grecia (novela)
- 1992 Poema: "La gente de Quemimporta" y cuento: "A la hora señalada", incluidos en Palabras en el bolsillo 4
- 1992 Poema: "La canción del buen trato", incluido en Lecturas en su tinta 6
- 1993 Cuentos: "No siempre hay buen aire bajo tierra" y "Un papá, un nene y un río", incluidos en Un viaje en libro 5
- 1993 Cuentos: "La noche tenía algo de nocturna" y "Futuros eran los de antes", incluidos en Letras en órbita
- 1993 Sobre ruedas (cuentos)
- 1994 Mañana tiene nombre (cuentos)
- 1995 Caperucita Roja II (cuentos)
- 1996 Pahicaplapa (cuentos)
- 1996 Perros de nadie
- 1997 A veces la Sombra. Historia de un monstruo solitario (novela)
- 1997 Cuento: "Pobrechico", incluido en la antología Te cuento tus derechos
- 1998 Historias de otro tiempo... pero no tanto (cuentos)
- 1999 Todos los soles mienten (novela)
- 2000 El hombre que creía en la Luna (novela)
- 2002 Las lágrimas nacen en Grecia (novela)
- 2002 Un desierto lleno de gente (cuentos)
- 2003 El cuerpo de Isidoro (cuento)
- 2003 El mono que piensa. La Historia Universal da risa (cuentos)
- 2004 Sin los ojos.El ombulobo
- 2005 Mañana tiene nombre
- 2006 Los guerreros de la hierba
- 2006 La soga
- 2008 El mono que piensa II[2]
- 2010 Es tan difícil volver a Ítaca[3]
- 2011 TITANIS: El armario de la luna (novela)
- 2016 ¿Deben los hombres lavar los platos?
- 2017 "Hasta donde llegan los campos" (novela)